# Teucholabis (Teucholabis) tristis
Teucholabis (Teucholabis) tristis is een tweevleugelige uit de familie steltmuggen (Limoniidae). De soort komt voor in het Neotropisch gebied.